# 16185 Allisonjia
16185 Allisonjia è un asteroide della fascia principale. Scoperto nel 2000, presenta un'orbita caratterizzata da un semiasse maggiore pari a 2,996302 UA e da un'eccentricità di 0,055109, inclinata di 8,958146° rispetto all'eclittica. Ha un diametro di 5,648 km e un periodo di rotazione di 5,901 ore.